# پیکنز، شهرستان وایت، آرکانزاس
پیکنز (به انگلیسی: Pickens) یک منطقهٔ مسکونی در ایالات متحده آمریکا است که در شهرستان وایت، آرکانزاس واقع شده‌است. پیکنز ۹۱٫۱۴ متر بالاتر از سطح دریا واقع شده‌است.